# Forte Sperone
Forte Sperone è un'opera fortificata compresa nelle "Mura Nuove" a difesa della città, costruita sulla cima del monte Peralto (m 512), nel punto d'incontro dei due rami della cinta difensiva. Proprio l'unione delle due mura, quella sul versante della Val Polcevera e quella sul versante della Val Bisagno, dà luogo ad un particolare bastione angolare, la cui forma assomiglia alla prua di una nave, dal quale deriva il nome del forte.
Per la sua posizione dominante, era una delle strutture più importanti delle fortificazioni di Genova.

## Descrizione
Forte Sperone ha una struttura complessa, su tre distinti livelli ad altitudini diverse. Il primo livello, quello in cui si apre l'ingresso principale, ospita magazzini, locali di servizio e cisterne; al secondo livello vi erano gli uffici e le camere per ufficiali e graduati, al terzo gli alloggiamenti per i soldati.
La struttura ospitava una guarnigione di circa 300 soldati, che potevano arrivare a 900 in caso di necessità. L'importanza del forte era testimoniato dalla consistenza dei suoi pezzi d'artiglieria: 18 cannoni di varie dimensioni, nove obici e numerosi pezzi di dimensioni minori.

## Storia
La presenza sulla cima del monte o nei suoi pressi di una fortezza ghibellina, costruita inizialmente in legno e poi di pietre, chiamata “Bastia del Peralto”, è documentata dal 1319. Nel 1530 il Senato della Repubblica di Genova, stanziò la somma di 7.400 lire per la sua ricostruzione.
Questa costruzione fu probabilmente inglobata nelle Mura Nuove all'epoca della loro costruzione (1629-1633). Durante l'assedio austriaco del 1747, nel punto d'unione delle mura fu eretta una struttura sopraelevata rispetto alle mura stesse, per aumentare la potenza di fuoco del bastione.
Dopo la fine della guerra iniziò la costruzione del forte vero e proprio: con progressivi ampliamenti, protrattisi fino al 1830, la struttura andò assumendo l'aspetto che ancora oggi possiamo osservare.
In epoca napoleonica fu progettata una cortina muraria di "chiusura" verso la città, per la difesa del forte da eventuali sommosse popolari. Questa cortina, nella quale fu inserito il monumentale portale d'ingresso, fu costruita dal Genio Militare Sardo dopo il 1815.

Il portale d'ingresso, sovrastato da uno stemma sabaudo in marmo, è dotato di ponte levatoio, ancora presente con il suo meccanismo di sollevamento.
Nel 1823 un'apposita commissione preparò lo studio per un progetto, mai realizzato (probabilmente a causa dei costi altissimi che avrebbe comportato), per integrare in un'unica cittadella le tre fortificazioni del Peralto (Castellaccio, Sperone e Begato).
Durante i moti del 1849 fu occupato per breve tempo dai rivoltosi, i quali tuttavia lo abbandonarono alla spicciolata vedendo gli eventi volgere in favore dell'esercito regio.

### Storia recente
Dopo la dismissione delle fortificazioni genovesi, decisa nel 1914, durante la prima guerra mondiale nel forte furono ospitati prigionieri di guerra croati e serbi. Nel 1918 il carcere passò sotto la responsabilità di Francesco Calì che era stato calciatore e primo capitano della squadra nazionale italiana di calcio.
Dal 1958 al 1981 fu utilizzato come caserma della Guardia di Finanza, e successivamente preso in consegna dal Comune di Genova, che vi ha organizzato manifestazioni culturali nel periodo estivo.

## Come arrivare
Il forte è raggiungibile dal Righi percorrendo via del Peralto, dalla quale si distacca una breve strada che porta all'ingresso principale.
A piedi, per gli amanti del trekking, può essere raggiunto percorrendo il sentiero delle antiche Mura che dalla collina del Belvedere porta fino al Forte Sperone passando per il Forte Crocetta e il Forte Begato. L'inizio del percorso è in salita al Forte della Crocetta, nei pressi della località Belvedere, raggiungibile in automobile da via Cantore, a Sampierdarena.

## Galleria d'immagini

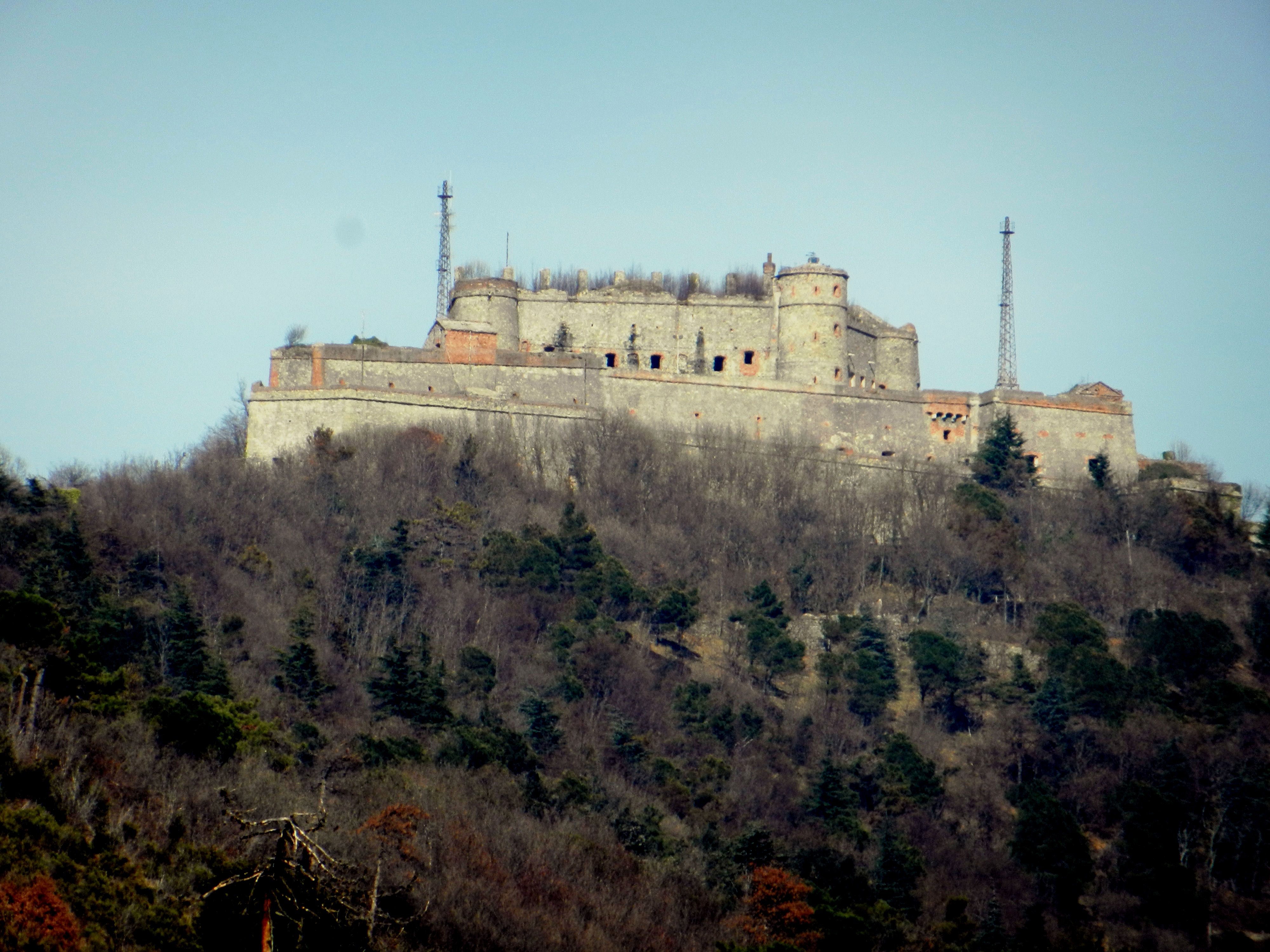
Altra veduta del forte
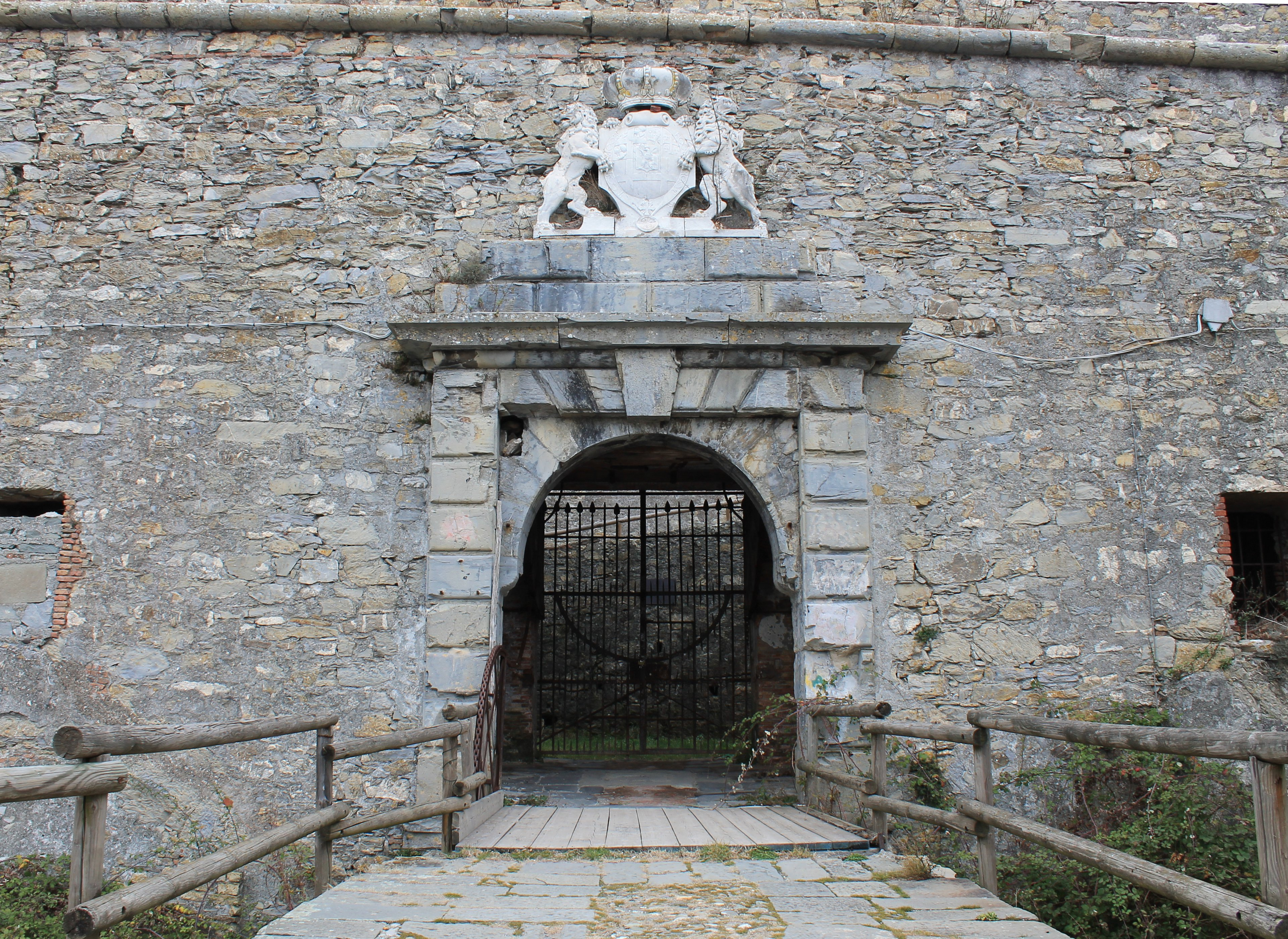
Il portale d’ingresso
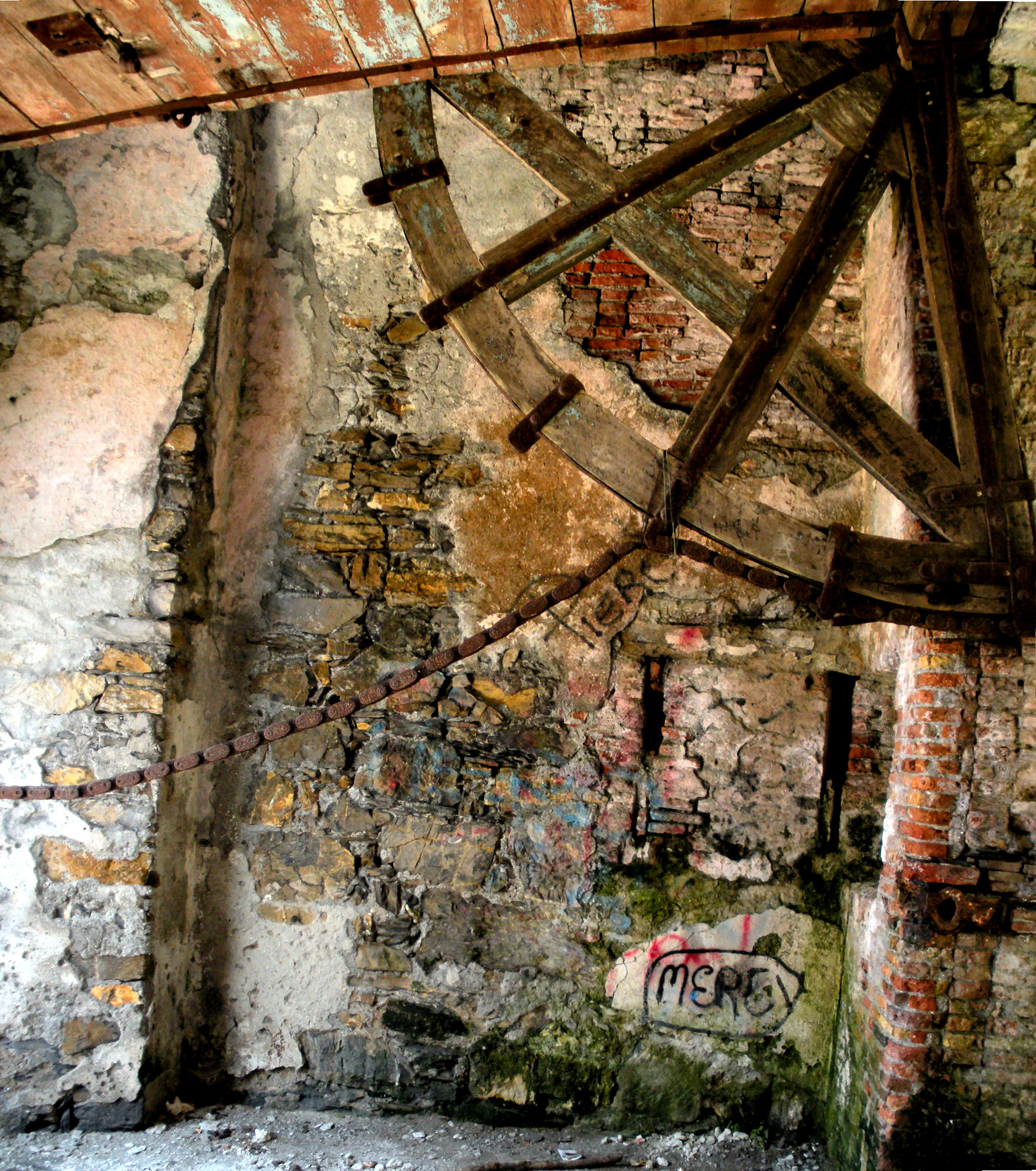
Il meccanismo di sollevamento del ponte levatoio
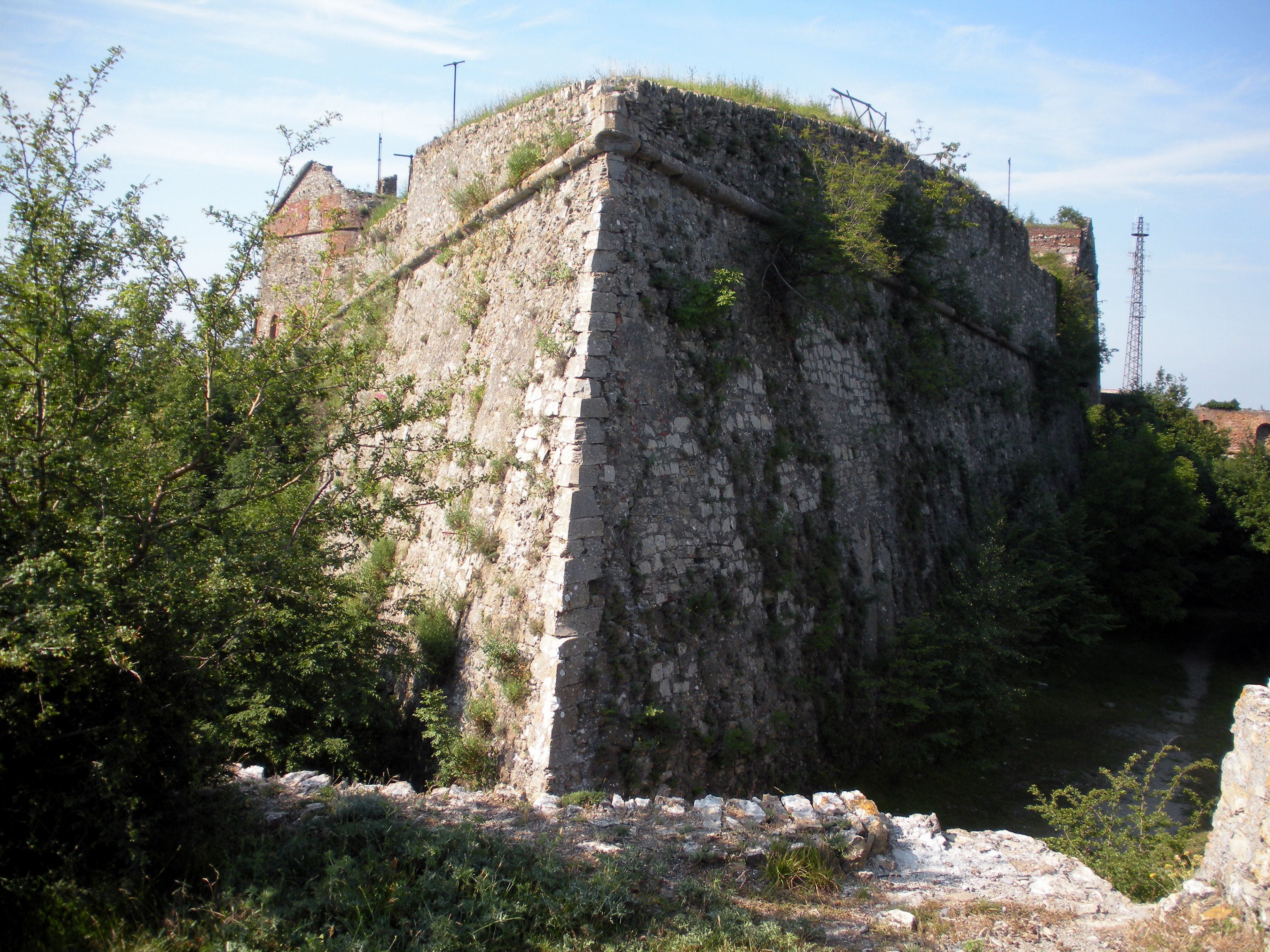
Il bastione angolare che dà il nome al forte